# Episodi di Dragon Ball Z (quarta stagione)
La quarta stagione della serie televisiva anime Dragon Ball Z si intitola Saga di Garlic Jr. (ガーリックＪｒ．編?, Gārikku Junia hen) e comprende gli episodi dal 108 al 117. È prodotta da Toei Animation con regia di Daisuke Nishio, basata sul manga Dragon Ball di Akira Toriyama. La stagione segue una trama inedita, assente nell'opera originale, in cui Garlic Jr. (antagonista del lungometraggio Dragon Ball Z - La vendetta divina) riappare sulla Terra a dieci mesi dalla battaglia tra Freezer e Goku, durante l'assenza di quest'ultimo, con l'intenzione di conquistarla. Ad intervenire in difesa del pianeta sono Gohan e i suoi compagni.
La stagione è andata in onda in Giappone su Fuji TV di mercoledì dal 18 settembre al 20 novembre 1991. L'edizione italiana è stata trasmessa in prima visione su Italia 1 dal 21 al 25 agosto 2000 con due episodi al giorno, dopo una pausa di due settimane nella messa in onda della serie.
Le sigle impiegate nell'edizione originale sono Cha-La Head-Cha-La di Hironobu Kageyama per l'apertura e Detekoi tobikiri Zenkai Power! di Manna per la chiusura, sostituite nel passaggio televisivo italiano dalla sigla unica What's My Destiny Dragon Ball, cantata da Giorgio Vanni.

## Lista episodi
| Nº  | Titolo italiano Giapponese 「Kanji」 - Rōmaji | In onda           | In onda        |
| Nº  | Titolo italiano Giapponese 「Kanji」 - Rōmaji | Giapponese        | Italiano       |
| 108 | Nubi all'orizzonte 「天界が大変だ!! ガーリックJr.が神になる!?」 - Tenkai ga Taihen da!! Gārikku Junia ga Kami ni Naru!? | 18 settembre 1991 | 21 agosto 2000 |
| 108 | Garlic Jr. riesce a ritornare sulla Terra, scappando dalla dimensione in cui era tenuto prigioniero. Dopo essersi recato al palazzo di Dio, riesce a fare suoi prigionieri Dio e Mr. Popo. |                   |                |
| 109 | La polvere magica 「恐怖の黒い霧...!! みんな魔族になっちゃった」 - Kyōfu no Kuroi Kiri...!! Minna Mazoku ni Natchatta | 25 settembre 1991 | 21 agosto 2000 |
| 109 | Garlic Jr. fa spargere su tutta la Terra la polvere magica, in modo che ogni essere umano che respiri la polvere diventi a sua volta un demone. Gli unici a non diventare demoni sono Gohan, Crilin, Marion e Piccolo, in quel momento riuniti sull'isolotto del maestro Muten assieme agli altri amici. |                   |                |
| 110 | Alla ricerca dell'acqua miracolosa 「天界が戦場だ!! ピッコロが魔族に逆戻り...」 - Tenkai ga Senjō da!! Pikkoro ga Mazoku ni Gyaku Modori... | 2 ottobre 1991    | 22 agosto 2000 |
| 110 | Gohan, Crilin e Marion arrivano al palazzo di Dio per cercare l'acqua miracolosa, che farà tornare normali tutti i terrestri che hanno respirato la polvere magica. Piccolo combatte contro i quattro re, i servitori di Garlic Jr. |                   |                |
| 111 | Gohan contro i quattro re 「ピッコロと直接対決!! 天界に怒りの魔せん光」 - Pikkoro to Kyokusetsu Taiketsu!! Tenkai ni Ikari no Masenkō | 9 ottobre 1991    | 22 agosto 2000 |
| 111 | Gohan e Crilin combattono contro i quattro re e trovano una spiacevole sorpresa: anche Piccolo, essendo stato morso mentre era rimasto a lottare da solo contro gli scagnozzi di Garlic Jr., è diventato un demone ed è contro di loro. |                   |                |
| 112 | La trappola 「みんなの心を取り戻せ!! 神殿に眠る超神水」 - Minna no Kokoro o Torimodose!! Shinden ni Nemuru Chō Shinsui | 16 ottobre 1991   | 23 agosto 2000 |
| 112 | Con un inganno Piccolo, che in realtà non si era lasciato contagiare dai morsi e non si era mai trasformato in demone ma aveva solo recitato, riesce a rubare a Garlic Jr. le ampolle contenenti Mr. Popo e Dio. Il namecciano, dopo avere liberato Mr. Popo e Dio, torna dunque da Crilin e Gohan. |                   |                |
| 113 | La trasformazione di Garlic Jr 「朝まで待てない!! 神様の覚悟をきめた決死行」 - Asa made Matenai!! Kamisama no Kakugo o Kimeta Kesshikō | 23 ottobre 1991   | 23 agosto 2000 |
| 113 | Dio e Mr. Popo si avventurano nella zona inviolabile alla ricerca dell'acqua miracolosa. Nel frattempo il pianeta dei demoni diventa visibile e Garlic Jr. si trasforma in un essere più potente. |                   |                |
| 114 | Il mistero della zona inviolabile 「超過激に勝負だ!! 掟やぶりの神様」 - Chō Kageki ni Shōbu da!! Okite Yaburi no Kamisama | 30 ottobre 1991   | 24 agosto 2000 |
| 114 | Dentro il palazzo Dio, insieme a Mr. Popo, entra nella stanza sacra dove riposano tutti gli Dei precedenti il Dio attuale, ma dove passano anche le sette correnti. Quando arrivano lì Dio subisce un attacco combinato da parte di tutti gli Dei precedenti. |                   |                |
| 115 | L'altra dimensione 「効いたぜ超神水!! 世界が悪夢からさめた」 - Kiita ze Chō Shinsui!! Sekai ga Akumu kara Sameta | 6 novembre 1991   | 24 agosto 2000 |
| 115 | Lo scontro continua e proprio mentre Gohan lancia un potente Masenko Piccolo perde le forze e Garlic Jr. ne approfitta per liberarsi e scansare il colpo di Gohan. A questo punto il demone si lancia in aria e usa la sua ultima tecnica: crea un buco nero che aspira qualsiasi cosa confinandola in un'altra dimensione. |                   |                |
| 116 | La fine di Garlic Jr 「悟飯に一瞬の勝機!! あの魔凶星を撃て!!」 - Gohan ni Isshun no Shōki!! Ano Makyōsei o Ute!! | 13 novembre 1991  | 25 agosto 2000 |
| 116 | Garlic Jr. aumenta la potenza del buco nero visto che la sua fonte d'energia, il pianeta dei demoni, è ancora vicino alla Terra. Piccolo riprende le forze e, dopo avere ordinato a Gohan di distruggere il pianeta dei demoni perché è la fonte del potere di Garlic Jr., si lancia fuori dalla barriera protettiva verso il demone. Gohan libera la sua forza e trasforma la barriera in una massa energetica che scaglia contro il pianeta dei demoni. L'impatto è violentissimo e il pianeta viene disintegrato: Garlic Jr. perde tutte le sue forze ridiventando piccolo e viene assorbito dal buco nero. |                   |                |
| 117 | La perla della felicità 「男だねェ...クリリン101回目のプロポーズ」 - Otoko da nē...Kuririn Hyakuikkaime no Puropōzu | 20 novembre 1991  | 25 agosto 2000 |
| 117 | Dopo aver saputo dalla tartaruga del maestro Muten (in occasione della festa per il suo 1000º compleanno) della sua esistenza, Crilin, aiutato da Gohan, si mette alla ricerca di una perla che si trova in fondo al mare per regalarla a Marion. Non riuscendo nell'impresa, anche perché ostacolato dalle creature che popolano i fondali degli abissi, Crilin, in preda alla delusione, riemerge senza il bottino, e poco dopo, durante una passeggiata in riva al mare al tramonto, decide di lasciare la ragazza, che quindi se ne va in macchina con un altro uomo. Successivamente, tornato sull'isola del maestro Muten, comunica a tutti i presenti la sua decisione, pur nascondendo le lacrime sotto gli occhiali da sole, lasciando soddisfatte in particolare Chichi e Bulma, che non provavano simpatia per Marion. |                   |                |

## Home video
Gli episodi della quarta stagione di Dragon Ball Z sono compresi nei dischi dal 18 al 20 dell'edizione in DVD giapponese, pubblicati il 19 marzo 2003 all'interno del primo volume di Dragon Box Z hen e poi ad uscite individuali tra il 5 e il 26 aprile 2006.
| N° | Data           | Episodi | Fonte  |
| -- | -------------- | ------- | ------ |
| 18 | 5 aprile 2006  | 103-108 | [ 10 ] |
| 19 | 26 aprile 2006 | 109-114 | [ 11 ] |
| 20 | 26 aprile 2006 | 115-120 | [ 12 ] |